# Admiral Kuznyecov
Az Admiral Kuznyecov,
(oroszul: Адмира́л фло́та Сове́тского Сою́за Кузнецо́в, Admiral Flota Szovjetszkovo Szojuza Kuznyecov) a Szovjetunióban épített, majd Oroszországban szolgálatba állított 1143.5 típusú (Nyugaton Brezsnyev, vagy gyakran Kreml osztály néven említett) repülőgép-hordozó. Az Orosz Haditengerészet zászlóshajója és egyben egyetlen repülőgép-hordozója, amely 1991-ben állt szolgálatba. Eredeti szovjet besorolása szerint nehéz repülőgép-hordozó cirkáló. Ezzel a megnevezéssel a Szovjetunió a repülőgép-hordozók Dardanellákon és Boszporuszon történő keresztülhaladásának tilalmát akarta kijátszani. A röviden csak Kuznyecov osztálynak nevezett hajóosztály névadó hajójának, a Kuznyecov repülőgép-hordozónak a szovjet időkben eredetileg Riga, később Leonyid Brezsnyev, majd Tbiliszi volt a neve, végül 1990-ben nevezték el újra Nyikolaj Geraszimovics Kuznyecov flotta-tengernagy után.
A Kuznyecov osztály második tagja, a Varjag a Szovjetunió felbomlása után félkész állapotban került Ukrajnához, amely továbbadta azt Kínának, ahol aztán 2011-ben bocsátották vízre Liaoning néven. A harmadik hajót, az Uljanovszkot még a sóján elbontották 1992-ben.

## Története
Építését 1982. szeptember 1-jén kezdték el a nyikolajevi (ma: Mikolajiv, Ukrajnában) Fekete-tengeri Hajógyárban. 1985-ben bocsátották vízre. A teljes befejezése még további tíz évet vett igénybe, 1995-ben érte el a teljes üzemképességet. Építését eredetileg Riga néven kezdték el, majd még abban az évben, novemberben átnevezték Leonyid Brezsnyevre, 1987 augusztusában pedig Tbiliszire. Végső nevét 1990. október 4-én kapta.
A fedélzetén 1989 novemberében végezték az első repülőgépes kísérleteket Mikolajivben, amikor a hajó még kb. 70%-os készültségi állapotban volt. Ekkor MiG–29K, Szu–27K és Szu–25UTG gépekkel végeztek le- és felszállásokat a repülőgép-hordozón. A Szovjetunió felbomlása után az utódállamok közti tulajdoni viták elkerülése érdekében a hajót átvezényelték a Fekete-tengeri Flotta állományából az Északi Flotta állományába. Végső befejezésére is ott került sor.
2016 után nem futott ki a tengerre – rendeltetésszerűen – egyszer sem, de volt két tűzesete is. 2024 szeptemberében az állományból a tengerészeket kiszervezték az 1. Gárda-páncélos Hadsereghez a „Fregat” nevű  gépesített zászlóaljba és elirányították az orosz–ukrán háborúba.

## Műszaki jellemzői

### Felépítése
A hajótest kialakítása az Admiral Gorskov repülőgép-hordozó konstrukcióján alapul, de annál nagyobb. A repülőfedélzet területe 14 700 m². Az első olyan szovjet, illetve orosz repülőgép-hordozó, amely teljes repülőfedélzettel rendelkezik. A hajó orrában a felszállást segítő 12 fokos emelkedésű ugrósáncot alakítottak ki. A fedélzeten katapult nincs, a repülőgépek saját hajtóművel, az ugrósánc segítségével szállnak fel, és a hagyományos, drótköteles fékezéssel szállnak le (STOBAR-rendszer). A repülőgépek mozgatására a hangárfedélzet és a repülőfedélzet között két lift áll rendelkezésre, egy a felépítmény előtt, egy mögötte.

### Fegyverzete
A többi, csak gyenge beépített fegyverzettel rendelkező repülőgép-hordozótól eltérően a Kuznyecov erős rakétafegyverzetet hordoz. Az alapvető fegyvere a P–700 Granyit (SS–N–19 Shipwreck) hajók elleni robotrepülőgépek, amelyek 12 db indítókonténerben helyezkednek el. A hajó légvédelmét biztosító Klinok légvédelmi rakétarendszernek 24 db függőlegesen beépített indítója van, a rendszer pedig összesen 192 db rakétával rendelkezik. A felszíni hajók elleni rakétákra azért van szükség, mert katapult hiányában a hajó repülőgépei nem hordozhatnak nehéz fegyverzetet, így hajók elleni nagy tömegű rakétákat sem.
A hajó rádióelektronikai berendezései között megtalálható egy D és E sávon üzemelő célkijelölő radar, egy F sávú keresőlokátor, egy G és H sávon működő repülésirányító lokátor, I sávon üzemelő navigációs radar, valamint a Kastan légvédelmi rendszer K sávú tűzvezető rádiólokátora. A hajtótestbe közepes és alacsony frekvencián működő kereső és támadó szonár van beépítve a tengeralattjárók és torpedók felderítésére. A tengeralattjárók elleni harcra alkalmazott repülőgépei felszíni radarral, vontatott szonárral, valamint ledobható szonárbójákkal és mágneses anomália detektorokkal vannak felszerelve.

### Repülőegysége
A Kuznyecov repülőegységét 12 db Szu–33 és 5 db Szu–25UTG repülőgép, 4 db Ka–27LD elektronikus harcra szolgáló helikopter, 18 db Ka–27PLO tengeralattjáró-elhárító helikopter és 2 db légimentő-kutató feladatokra szolgáló Ka–27PSZ helikopter alkotja.

### Meghajtás és teljesítmény
A Kuznyecov nyolc db hagyományos olajtüzelésű kazánnal van felszerelve. Ez négy gőzturbinát működtet, amelyek összes teljesítménye 37 MW (50 ezer LE). Mindegyik turbina egy-egy tengelyt, illetve azon elhelyezett fix lapátos hajócsavart hajt. Legnagyobb sebessége 29 csomó (54 km/h).